# Förvaltnings AB Framtiden
Förvaltningsaktiebolaget Framtiden är ett av Göteborgs kommun helägt fastighetsförvaltningsbolag. Företaget omfattar sju dotterbolag. 
I koncernen ingår Göteborgs allmännyttiga bostadsbolag:  Bostads AB Poseidon, Bostadsbolaget, Familjebostäder i Göteborg, Gårdstensbostäder och tidigare även HjällboBostaden. Sammanlagt förvaltar Framtiden 70 600 lägenheter i Göteborg. 
Förutom allmännyttans hyresrätter ingår även Egnahemsbolaget, som bygger, säljer och förvaltar småhus med äganderätt eller bostadsrätt, Störningsjouren och Rysåsen Fastighets AB. 
Framtiden Byggutveckling AB ägs av Förvaltnings AB Framtiden. De bostäder som byggs tas över av något av Framtidenkoncernens förvaltningsbolag.
Företagets verkställande direktör är Terje Johansson och dess styrelseordförande är Kjell Björkqvist.

## Kalendarium över allmännyttan i Göteborg
- 1917 Fastighetsbolagen Bostads AB Nutiden och Framtiden bildas av Göteborgs Stad och privata initiativtagare för att lösa bostadsbristen.[5]
- 1935 Stiftelsen Solgårdar, senare namnändrad till Göteborgs Bostadsföretag Stiftelse, grundades för att bygga bostäder åt barnrika familjer.
- 1945 Göteborgs stads bostadsaktiebolag även kallat Bostadsbolaget bildades.
- 1949 Fastighets AB Göteborgsbostäder bildades av HSB och hade först namnet HSB:s Bostads AB.
- 1950 Familjebostäder i Göteborg AB bildades för att under de första tio åren förvärva och rusta upp befintligt fastighetsbestånd. Från 1960 tillkom även nybyggnadsprojekt.
- 1969 Sammanslagning av Göteborgs Bostadsföretag, Göteborgsbostäder och Samhällsbyggen till AB Göteborgshem.[6]
- 1985 Göteborgshem namnändrades till Bostad AB Poseidon, då varumärket Göteborgshem fått dåligt rykte.
- 1996 Gårdstensbostäder AB övertog alla allmännyttiga fastigheter i Gårdsten för att även utveckla och förnya stadsdelen.
- 1998 HjällboBostaden övertog alla allmännyttiga bostäder i stadsdelen Hjällbo i ett annat utvecklingsprojekt för hela  stradsdelen. Bolaget avvecklades och fastigheterna återgick till Poseidon 2012.[7]

## Framtidens Bredband
Förvaltnings AB Framtiden driver även stadsnätet Framtidens Bredband som ger ca 70 000 hushåll i Göteborg tillgång till TV-, telefoni- och bredbandstjänster via optisk fiberkabel.
Målet är att fibernätet ska vara tillgängligt för samtliga hyresgäster inom de företag som ingår i Förvaltnings AB Framtiden. Hyresgästerna kan själva välja mellan en rad olika leverantörer av TV, telefoni och bredband för att välja det som passar bäst. Några av leverantörerna erbjuder paketpriser, för den som väljer flera tjänster av samma leverantör, men det är också möjligt att välja olika tjänster hos olika leverantörer.
Nätets fiberkablar möjliggör IPTV i Full-HD och bredbandshastigheter på 100 Mbit/s, och i framtiden 1 Gb/s. Bahnhof, Canal Digital, Com Hem och Tele2 är några av de leverantörer hyresgästerna kan välja mellan.